# Uto J. Meier
Uto J. Meier (* 1955) ist ein römisch-katholischer Theologe.

## Leben
Nach dem Abitur 1975 am humanistischen Gymnasium bei St. Stephan leistete Uto Meier von 1975 bis 1976 den Wehrdienst beim Gebirgsjägerbataillon 222 in Mittenwald. Von 1976 bis 1982 absolvierte er das erste Staatsexamen in katholischer Theologie und Germanistik für das Lehramt an Gymnasien (Universität München) mit Philosophie an der Hochschule für Philosophie. Nach dem Lehramtsreferendariat war er von 1984 bis 1989 Akademischer Rat a. Z. am Lehrstuhl für Religionspädagogik bei Eugen Paul der Kath.-Theol. Fakultät der Universität Augsburg. 1991 wurde er in Augsburg zum Dr. theol. promoviert. Von 1989 bis 1995 lehrte er als Studienrat für Deutsch und Kath. Religionslehre am Wernher-von-Braun-Gymnasium und am Institut für Erwachsenenbildung Bayernkolleg Augsburg.
1995 wurde Meier zum Professor für Religionspädagogik an der Universität Eichstätt für die Disziplin Religionspädagogik berufen. Im Wintersemester 2000/2001 nahm er eine Gastprofessor an der Universität Omsk am Institut für Theologie und Weltanschauungen und hielt Vorlesungen zu Fragen religiöser Identitätsbildung und religiöser Ethik. Im Sommersemester 2005 lehrte er als Gastdozent an der Universität Orenburg am Institut für Management und hielt Vorträge zu interkulturellem Lernen und Ethischem Management. Seit 2015 referierte er regelmäßig an der katholischen Universität Kardinal-Stefan-Wyszyński-Universität in Warschau. Von 2003 bis 2011 leitete er – zusammen mit Bernhard Sill – den Masterstudiengang „Ethical Management“ für angehende Führungskräfte in Wirtschaft, Verwaltung und Non-Profit-Organisationen. 2018 und 2019 berief ihn das Bundesministerium für Verteidigung in die Beratergruppe zur Reform der ethischen Bildung in den deutschen Streitkräften. Seine Forschungsschwerpunkte sind Unterrichtsforschung zur Rezeption der Curricula im Fach Katholische Religionslehre, Implementierung ethischer Überzeugungen bei Führungskräften, religiöse und ethische Bildung von militärischen Einsatzkräften und Religion und Religiosität bei Jugendlichen.

## Werke (in Auswahl)
- Zwölf Jahre curricularer Lehrplan in Bayern. Eine kritische Re-Visio auf den gymnasialen CuLp für kath. Religionslehre (= Studien zur praktischen Theologie. Band 34). EOS-Verlag, Sankt Ottilien 1989, ISBN 3-88096-964-7.
- Christoph von Schmid. Katechese zwischen Aufklärung und Biedermeier. Konzeption, Verwirklichung und Rezeption. Ein Beitrag zur Umsetzung der katechetischen Theorie Johann Michael Sailers (= Studien zur praktischen Theologie. Band 37). EOS-Verlag, Sankt Ottilien 1991, ISBN 978-3-88096-967-4 (zugleich Dissertation, Augsburg 1990).
- mit Bernhard Sill (Hrsg.): Zwischen Gewissen und Gewinn. Werteorientierte Personalführung und Organisationsentwicklung. Pustet, Regensburg 2005, ISBN 3-7917-1983-1.
- mit Bernhard Sill (Hrsg.): Führung Macht Sinn. Ethos und Ethik für Entscheider in Wirtschaft, Gesellschaft und Kirche. Pustet, Regensburg 2010, ISBN 978-3-7917-2264-1.
- mit Ulrich Kropač und Klaus König (Hrsg.): Jugend, Religion, Religiosität : Resultate, Probleme und Perspektiven der aktuellen Religiositätsforschung. Echter, Würzburg 2012, ISBN 978-3-7917-2428-7
- mit Ulrich Kropač und Klaus König (Hrsg.): Zwischen Religion und Religiosität : ungebundene Religionskulturen in Religionsunterricht und kirchlicher Jugendarbeit - Erkundungen und Praxis. Echter, Würzburg 2015, ISBN 978-3-429-03757-4
- Verantwortung übernehmen. In: Torkler, René (Hrsg.): Handbuch Ethische Bildung im Lebenskundlichen Unterricht der Bundeswehr. - Freiburg : Herder, 2023. - S. 193-210 ISBN 978-3-451-39115-6
- mit Christoph Seidenfus: Aufrechter Gang auf schwankendem Grund : Grund und Gründe in haltloser Zeit - Gedanken über Stabilitäten im Instabilen. In: Seidenfus, Christoph ; Hagehülsmann, Ute ; Balling, Rolf (Hrsg.): Stabilität auf schwankendem Boden - Reifer Umgang mit den Unsicherheiten unserer Zeit. - Springer, Heidelberg 2024. - S. 293-315 ISBN 978-3-658-43058-0 ; 978-3-658-43059-7
- mit Marina Tsoi: Bildung ohne Grenzen – Bildung für Ausgegrenzte. Ein neues Lehrformat an der KUEI: Jesuit worldwide learning - Higher Education at the margins by digital learning. In: Zeitschrift für Pastoraltheologie : ZPTh. 41 (1. Juli 2021) 1. - S. 169-188. ISSN 0555-9308
- Kein Bild sich machen? Eine vergessene (inter-)theologische Position für religiöse Offenheit und Toleranz. In: "Ich sehe was, was Du nicht siehst" : religiöse Vielfalt und ihre Sichtbarkeit ; politische Bildung in Wohlfahrtsverbänden, ein Begleitheft zum Workshop "Bilder in meinem Kopf". - München : Eugen-Biser-Stiftung, 2021. - S. 114-125
- mit Christoph Seidenfus: Die Notwendigkeit von TABUS in der Moderne - oder warum ein unbedingtes Ja zum Leben unbedingte No-Goes braucht. In: Scheurenbrand, Claudia (Hrsg.): Halt und Haltung : Reader zum 39. Fachkongress der Deutschen Gesellschaft für Transaktionsanalyse, 10. - 12. Mai 2019, Lindau. - Lengerich : Pabst, 2019. - S. 308-316. ISBN 978-3-95853-506-0
- Unbedingt und Notwendig : Ethische Widersprüche (in) der Spätmoderne. In: Stimmen der Zeit. 145 (März 2020) 3. - S. 173-176. ISSN 0039-1492
- Werte–Wandel in der deutschen Außenpolitik : moralphilosophische Analysen und Visionen zur Metamorphose der deutschen Außenpolitik. In: Verfassungsblog.13. April 2022
- Ein Kompass für das Gute : Versuch über "Kurzformeln des Ethischen". In: RelliS : Zeitschrift für den katholischen Religionsunterricht. 22 (1. Dezember 2016) 4. - S. 8-11. ISSN 2192-8037
- Ethik - Ethos - Effizienz : eine Fundamentalreflexion über die Verantwortung ärztlichen Tuns. In: Phlebologie : Organ der Deutschen Gesellschaft für Phlebologie. 44 (1. Februar 2015) 1. - S. 1-8. ISSN 0939-978x
- Why democracy cannot work without unconditional values : On moral boundaries and ethical guideposts for a post-secular generation. Übersetzerin: Wollersheim, Anna-Lena. In: Stepkowski, Dariusz ; Murzyn, Andrzej (Hrsg.): Religion long forgotten : the importance of religion in education towards civil society. - Warszawa : Oficyna wydawnicza IMPULS, 2014. - S. 53-87 ISBN 978-83-7850-682-9
- Ethische Grenzen und Moralische Wegweisungen : ein elementarmoralischer Zugang. In: Schirrmacher, Thomas; Micewski, Edwin R. (Hrsg.): Ethik im Kontext individueller Verantwortung und militärischer Führung. - Wien : Institut für Religion und Frieden, 2012. - S. 41-67. - (Ethica Themen) ISBN 978-3-902761-18-7